# Liste der Kulturdenkmale in Nickritz
In der Liste der Kulturdenkmale in Nickritz sind die Kulturdenkmale des Riesaer Ortsteils Nickritz verzeichnet, die bis Oktober 2021 vom Landesamt für Denkmalpflege Sachsen erfasst wurden (ohne archäologische Kulturdenkmale). Die Anmerkungen sind zu beachten.
Diese Aufzählung ist eine Teilmenge der Liste der Kulturdenkmale in Riesa.

## Nickritz
| Bild                                    | Bezeichnung                                                                                        | Lage                           | Datierung                                                          | Beschreibung | ID       |
| --------------------------------------- | -------------------------------------------------------------------------------------------------- | ------------------------------ | ------------------------------------------------------------------ | --- | -------- |
| Weitere Bilder                          | Empfangsgebäude des Bahnhofs Nickritz                                                              | Auenwaldstraße 3 (Karte)       | 1878                                                               | Altes Empfangsgebäude des Bahnhofs Nickritz, altes Empfangsgebäude der Nebenbahn Riesa–Nossen (Streckennummer 6613, sächsisch RN) mit zwei zweigeschossigen Flügelbauten und offener Aufenthaltshalle, Anklänge an den Schweizerstil, Dokument der Verkehrserschließung und Zeugnis für die hohe Dichte des Eisenbahnnetzes in Sachsen, Empfangsbahnhof für die Sächsische Königsfamilie (siehe Schloss Jahnishausen), lange Zeit im Besitz der Königsfamilie, insbesondere von König Johann (1801–1873) und König Albert (1828–1902), eisenbahngeschichtlich und regionalgeschichtlich von Bedeutung. Zwei Flügelbauten, zwei Geschosse, dazwischen Personenhalle offen zum Bahnsteig und offener Dachstuhl, einige Fenster alt, Rundbogenfenster mit Sandsteinsohlbänken und -gewänden, Sandsteinplatten unter den Fenstern. Innen: Türen im Innern, Dielen. | 08965539 |
| Direkt Bild zu diesem Denkmal hochladen | Scheune und Stallgebäude (mit Kumthalle) eines Vierseithofes sowie Hofpflasterung                  | Auenwaldstraße 26 (Karte)      | Um 1880                                                            | Fachwerkscheune, Stallgebäude mit dreibogiger Kumthalle und Fachwerk-Obergeschoss, weitgehend geschlossenes Hofensemble in der Dorfmitte, das Stallgebäude mit der einzigen Kumthalle im Ort, baugeschichtlich und wirtschaftsgeschichtlich von Bedeutung. - Scheune: Fachwerk, saniert, Zwischenwand Lehmfachwerk - Stallgebäude: Kumthalle mit zwei Sandsteinpfeilern, Obergeschoss Fachwerk, saniert | 08965550 |
| Direkt Bild zu diesem Denkmal hochladen | Seitengebäude (Auszugshaus) und Scheune eines Dreiseithofes                                        | Auenwaldstraße 30 (Karte)      | 1. Hälfte 19. Jahrhundert                                          | Scheune mit Lehmstaken-Fachwerk, Seitengebäude mit Fachwerkobergeschoss, etwa in der Ortsmitte prägendes, malerisch gegenüber der Dorflinde befindliches Anwesen, sozialgeschichtlich und baugeschichtlich von Bedeutung. - Scheune: ehemals Durchfahrtscheune, Lehmstaken-Fachwerk, Bruchsteinfundament, Satteldach, Windbretter mit Resten von Lehmverstrich, Giebel Rückseite massiv - Auszugshaus: Obergeschoss Fachwerk, Erdgeschoss massiv, Putz ausgebessert, Giebel massiv, zwei Geschosse, Krüppelwalmdach, originaler Dachstuhl Wohnhaus kein Denkmal. | 08965536 |
| Direkt Bild zu diesem Denkmal hochladen | Vierseithof mit Wohnstallhaus, Stallgebäude, Scheune und Seitengebäude (ohne rückwärtige Anbauten) | Dorfstraße 4 (Karte)           | Bezeichnet mit 1841 (Wohnstallhaus); 19. Jahrhundert (Vierseithof) | Geschlossen erhaltener Vierseithof in der alten Ortslage, Fachwerk-Scheune, sonst Massivbauten (Wohnhaus teilweise mit Fachwerk-Obergeschoss), besondere ortsbildprägende Wirkung durch die Größe des Hofes und die Einbettung in die Aueniederung, baugeschichtlich und wirtschaftsgeschichtlich von Bedeutung. - Stallgebäude: breitgelagert, Krüppelwalm, Natursteingewände - Scheune: Fachwerk mit Lehmausfachung, Rückseite Anbau Fachwerk mit Ziegelausfachung - Wohnhaus: Zwei Sandsteinportale mit gerader Verdachung, in 1930er Jahren erneuert, siehe unter anderem Schleppgauben, Stallteil mit Säulen und Gewölbe - Nebengebäude ohne rückwärtige Anbauten: Putzfassade, Gewände | 08965540 |
| Direkt Bild zu diesem Denkmal hochladen | Stallgebäude eines ehemaligen Dreiseithofes                                                        | Dorfstraße 10 (Karte)          | Um 1830                                                            | Fachwerk-Obergeschoss mit Lehmausfachung, langgestreckter, giebelständiger Baukörper in straßenbildprägender Lage im alten Ortskern, baugeschichtlich von Bedeutung, Erdgeschoss Bruchsteinmauerwerk mit Sandsteingewänden. Wohnhaus kein Denkmal, Scheune abgebrochen. | 08965533 |
| Direkt Bild zu diesem Denkmal hochladen | Wohnstallhaus eines Bauernhofes                                                                    | Dorfstraße 11 (Karte)          | Bezeichnet mit 1796                                                | Fachwerkobergeschoss, schmales giebelständiges Bauernhaus am Rande des alten Ortskerns, eines der ältesten Fachwerkgebäude in Nickritz, baugeschichtlich von Bedeutung. Erdgeschoss massiv, giebelständig, Obergeschoss Fachwerk vermutlich mit Lehmausfachung, sehr schmal. | 08965534 |
| Direkt Bild zu diesem Denkmal hochladen | Brücke über den Keppritzbach                                                                       | Dorfstraße 16 (hinter) (Karte) | Um 1890                                                            | Sandsteinquader-Bogenbrücke, baugeschichtlich von Bedeutung. Straßenbrücke mit neuer Aufmauerung. | 08965535 |

## Ehemaliges Denkmal
| Bild                                    | Bezeichnung | Lage                 | Datierung | Beschreibung | ID       |
| --------------------------------------- | ----------- | -------------------- | --------- | --- | -------- |
| Direkt Bild zu diesem Denkmal hochladen | Wohnhaus    | Dorfstraße 6 (Karte) | Um 1820   | Rückseite Obergeschoss Fachwerk offen mit Lehmausfachung, Segmentbogenportal, Bestandteil der alten Ortslage, baugeschichtlich von Bedeutung. Zwei Geschosse, Krüppelwalm, Korbbogenportal bezeichnet mit „18..“, Giebel und Hangseite massiv um 1930. Zwischen 2017 und 2021 von der Denkmalliste gestrichen. | 08965541 |

## Tabellenlegende
- Bild: Bild des Kulturdenkmals, ggf. zusätzlich mit einem Link zu weiteren Fotos des Kulturdenkmals im Medienarchiv Wikimedia Commons. Wenn man auf das Kamerasymbol klickt, können Fotos zu Kulturdenkmalen aus dieser Liste hochgeladen werden:
- Bezeichnung: Denkmalgeschützte Objekte und ggf. Bauwerksname des Kulturdenkmals
- Lage: Straßenname und Hausnummer oder Flurstücknummer des Kulturdenkmals. Die Grundsortierung der Liste erfolgt nach dieser Adresse. Der Link (Karte) führt zu verschiedenen Kartendiensten mit der Position des Kulturdenkmals. Fehlt dieser Link, wurden die Koordinaten noch nicht eingetragen. Sind diese bekannt, können sie über ein Tool mit einer Kartenansicht einfach nachgetragen werden. In dieser Kartenansicht sind Kulturdenkmale ohne Koordinaten mit einem roten bzw. orangen Marker dargestellt und können durch Verschieben auf die richtige Position in der Karte mit Koordinaten versehen werden. Kulturdenkmale ohne Bild sind an einem blauen bzw. roten Marker erkennbar.
- Datierung: Baubeginn, Fertigstellung, Datum der Erstnennung oder grobe zeitliche Einordnung entsprechend des Eintrags in der sächsischen Denkmaldatenbank
- Beschreibung: Kurzcharakteristik des Kulturdenkmals entsprechend des Eintrags in der sächsischen Denkmaldatenbank, ggf. ergänzt durch die dort nur selten veröffentlichten Erfassungstexte oder zusätzliche Informationen
- ID: Vom Landesamt für Denkmalpflege Sachsen vergebene, das Kulturdenkmal eindeutig identifizierende Objekt-Nummer. Der Link führt zum PDF-Denkmaldokument des Landesamtes für Denkmalpflege Sachsen. Bei ehemaligen Kulturdenkmalen können die Objektnummern unbekannt sein und deshalb fehlen bzw. die Links von aus der Datenbank entfernten Objektnummern ins Leere führen. Ein ggf. vorhandenes Icon  führt zu den Angaben des Kulturdenkmals bei Wikidata.